# Ковалевка (Первомайский район)
Ковалевка (укр. Ковалівка) — село в Первомайском районе Николаевской области Украины.
Основано в 1928 году. Население по переписи 2001 года составляло 93 человека. Почтовый индекс — 56341. Телефонный код — 5135. Занимает площадь 0,305 км².

## Местный совет
56341, Николаевская обл., Первомайский р-н, с. Новопавловка, ул. Ленина, 30